# Bantè
Bantè är en kommun i departementet Collines i Benin. Kommunen har en yta på 2 695 km2, och den hade 107 181 invånare år 2013.